# Piz Surgonda
Der Piz Surgonda ⓘ (rätoromanisch sur für ‚über‘ und gonda für ‚Schutthalde/Geröllhalde‘) ist ein Berg nördlich vom Julierpass im Kanton Graubünden in der Schweiz. Eine Schutt- und Schrofenkuppe bildet den höheren Ostgipfel (3196 m ü. M.) und ein Felsgrätchen mit zwei benachbarten gleich hohen Erhebungen den 400 m entfernten Westgipfel (3193 m ü. M.). Wegen der Aussicht ist er ein beliebter Skitourenberg.

## Lage und Umgebung
Der Piz Surgonda gehört zur Güglia- und Bever-Gruppe, einer Untergruppe der Albula-Alpen. Über den Grat verläuft die Gemeindegrenze zwischen Surses und Bever. Die Gemeindegrenze zu Silvaplana befindet sich beim Vorgipfel (3160 m ü. M.), 322 m südöstlich vom Ostgipfel. Der Piz Surgonda wird im Süden durch die Val d’Agnel und im Norden durch die Val Bever eingefasst.
Zu den Nachbargipfeln gehören der Piz Traunter Ovas im Norden, der Corn Suvretta im Osten, der Piz Julier im Südosten, Piz Valletta und Corn Alv im Süden, Piz Bardella und Piz Campagnung im Südwesten, Piz d’Agnel im Westen sowie Tschima da Flix und Piz Picuogl im Nordwesten.
Auf der Nordflanke besitzt der Piz Surgonda einen Gletscher, den Vadret Traunter Ovas.
Talort ist Bivio. Häufige Ausgangspunkte sind der Julierpass und die Chamanna Jenatsch.

## Routen zum Gipfel

### Sommerrouten

#### Durch die Südflanke
- Ausgangspunkt:  Parkplatz unterhalb von La Veduta an der Julierpassstrasse (2200 m, 774898 / 149256)
- Via: Kurz dem markierten Bergweg durch die Val d’Agnel folgen, dann nach Nordosten abbiegen durch das Tälchen zwischen Corn Alv und Muot Cotschen. Bei ca. 2700 m (vor der Fuorcla Alva) gegen Nordwesten abbiegen und über den breiten Schuttrücken zum Ostgipfel.
- Schwierigkeit: EB
- Zeitaufwand: 3 Stunden
- Alternative 1: Auf dem Hüttenweg zur Chamanna Jenatsch durch die Val d’Agnel bis ca. 2700 m, dann über die Südflanke
- Alternative 2: Von der Alp Güglia (2215 m), durch die Valletta digl Güglia zur Fuorcla Alva

#### Über den Westgrat
- Ausgangspunkt: Parkplatz unterhalb von La Veduta an der Julierpassstrasse (2200 m), Chamanna Jenatsch (2652 m) oder Spinas (1816 m)
- Via: Fuorcla d’Agnel (2983 m)
- Schwierigkeit: L, bis zur Fuorcla d’Agnel als Wanderweg weiss-rot-weiss markiert
- Zeitaufwand: 3½ Stunden von der Julierpassstrasse, 2¼ Stunden von der Chamanna Jenatsch oder 5¼ Stunden von Spinas (von der Fuorcla d’Agnel ½ Stunde bis zum Westgipfel und eine weitere halbe Stunde bis zum Ostgipfel)

#### Über die Fuorcla Traunter Ovas
- Ausgangspunkt: Chamanna Jenatsch (2652 m) oder Spinas (1816 m)
- Via: Markierter Weg zur Fuorcla d’Agnel bis zum Gletschersee (2766 m), dann gegen Osten und allmählich gegen Süden zur Senke des Gipfelgrats.
- Schwierigkeit: L
- Zeitaufwand: 2 Stunden von der Chamanna Jenatsch oder 5 Stunden von Spinas
- Bemerkung: Gletscherbegehung

#### Über den Südostkamm
- Ausgangspunkt:  Parkplatz unterhalb von La Veduta an der Julierpassstrasse (2200 m) oder Alp Güglia (2215 m)
- Via: Fuorcla Margun (2945 m)
- Schwierigkeit: WS
- Zeitaufwand: 3¾ Stunden (1¼ Stunden von der Fuorcla Margun)

### Winterrouten

#### Von der Chamanna Jenatsch

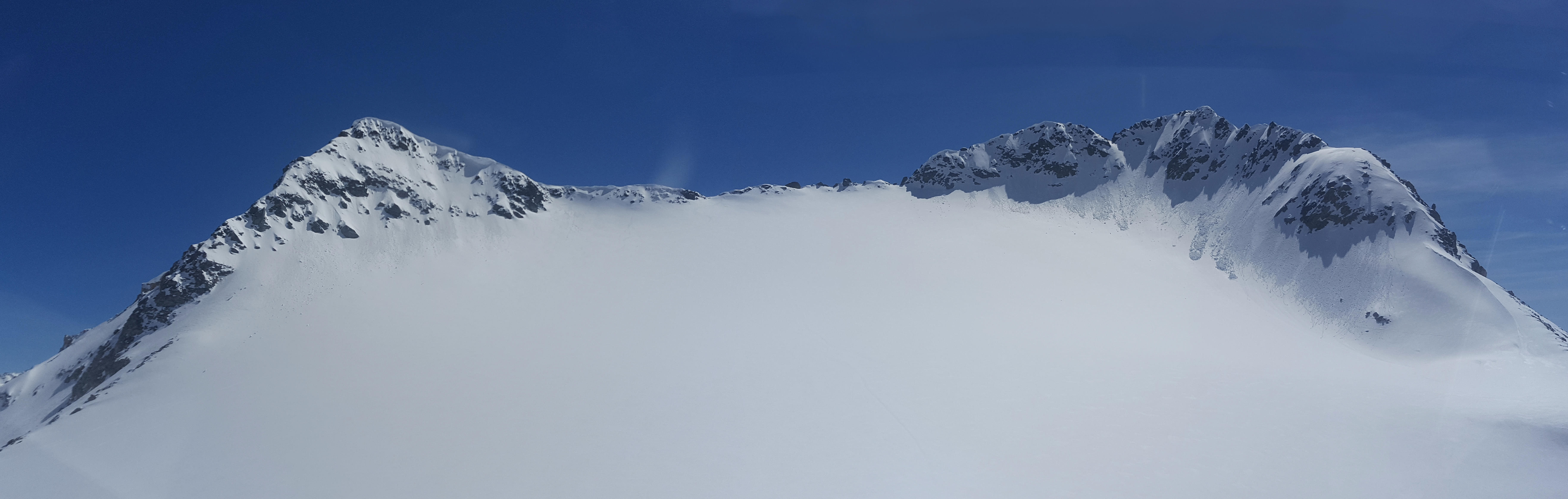
Piz Surgonda vom Norden, links der Hauptgipfel, rechts der Westgipfel.

- Ausgangspunkt: Chamanna Jenatsch (2652 m)
- Via: Richtung Fuorcla d’Agnel, Fuorcla Traunter Ovas
- Expositionen: E, NW
- Schwierigkeit: WS
- Zeitaufwand: 2 Stunden
- Abfahrt: Alternativ kann auch ins Val Bever (im Gegenuhrzeigersinn um den Piz Traunter Ovas) hinunter gefahren werden.

#### Von der Alp Güglia
- Ausgangspunkt: Alp Güglia (2215 m)
- Via: Valletta dal Güglia, Fuorcla Alva, südwestlich am Vorgipfel (3160 m) vorbei
- Expositionen: S, E, W
- Schwierigkeit: WS-
- Zeitaufwand: 3½ Stunden

#### Von La Veduta
- Ausgangspunkt: Parkplatz unterhalb von La Veduta an der Julierpassstrasse (2200 m)
- Via: Nach N über den Rücken, durch das Tälchen zwischen Corn Alv und Muot Cotschen, zur Fuorcla Alva, südwestlich am Vorgipfel (3160 m) vorbei
- Expositionen: S
- Schwierigkeit: WS-
- Zeitaufwand: 3½ Stunden
- Alternative: Auf dem Hüttenweg zur Chamanna Jenatsch durch die Val d’Agnel bis ca. 2700 m, dann zum P. 2912

## Galerie

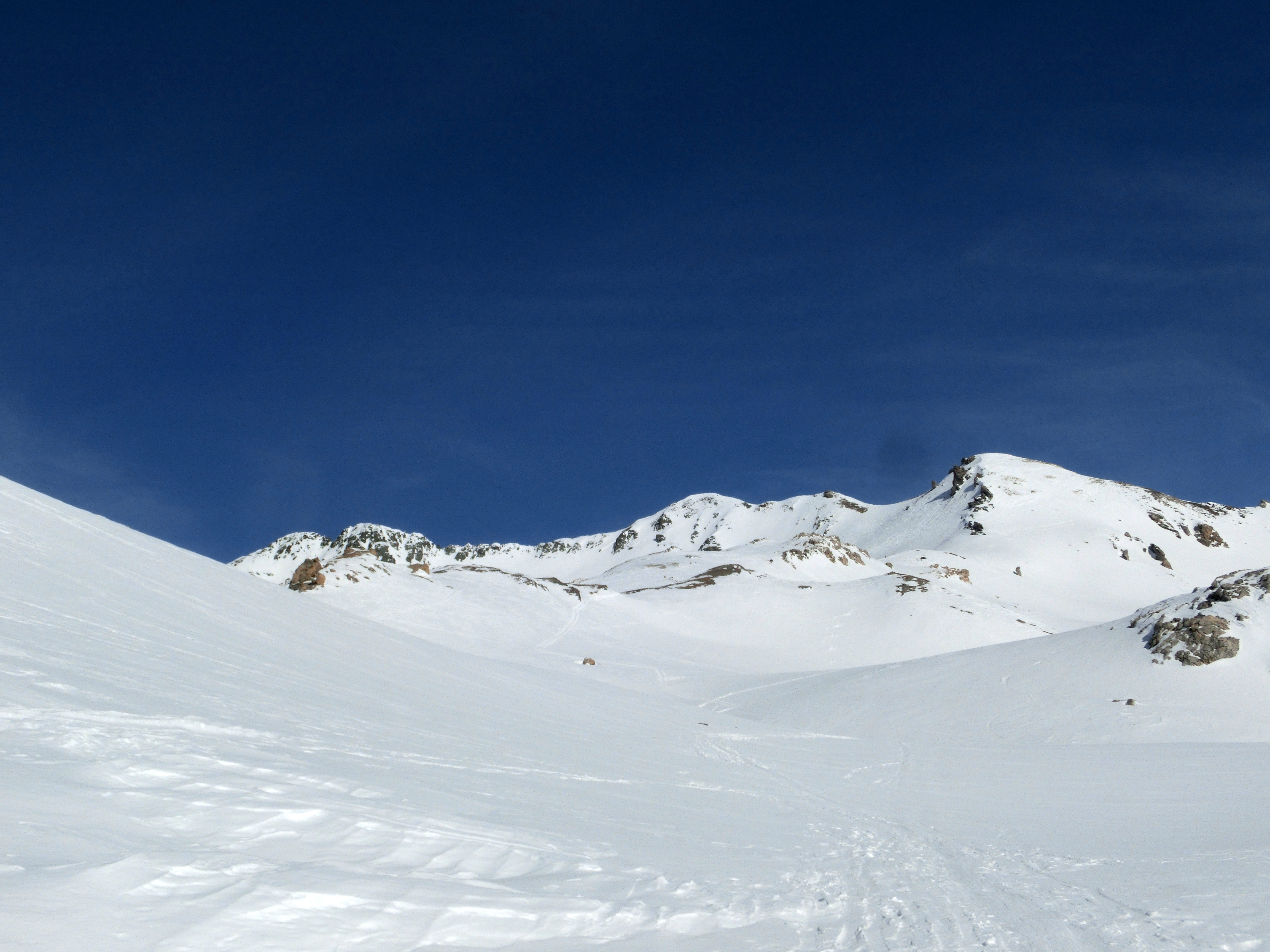
Piz Surgonda, aufgenommen von der Fuorcla Alva.
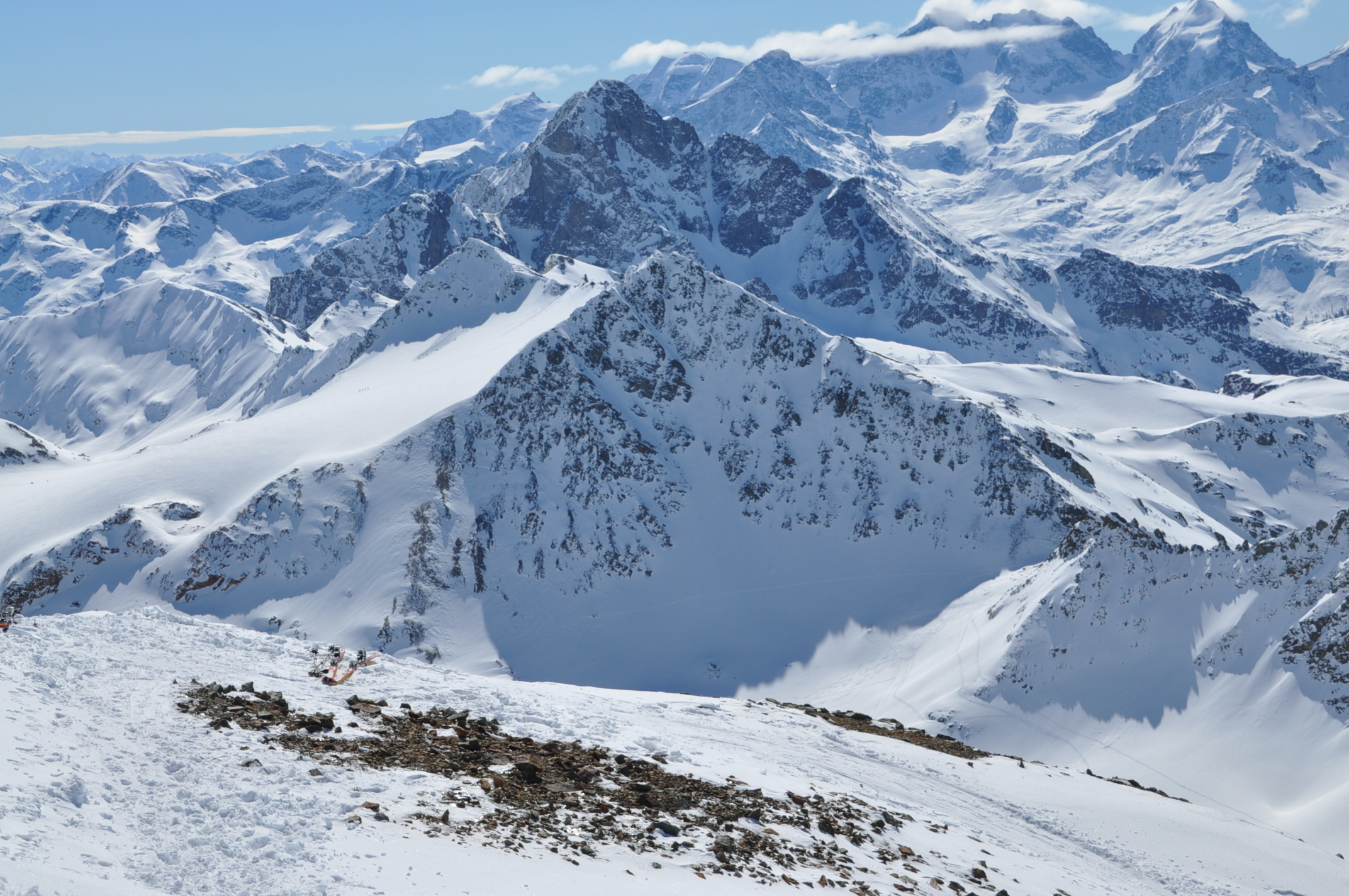
Piz Surgonda (vorne) und Piz Julier (hinten), aufgenommen von der Tschima da Flix.
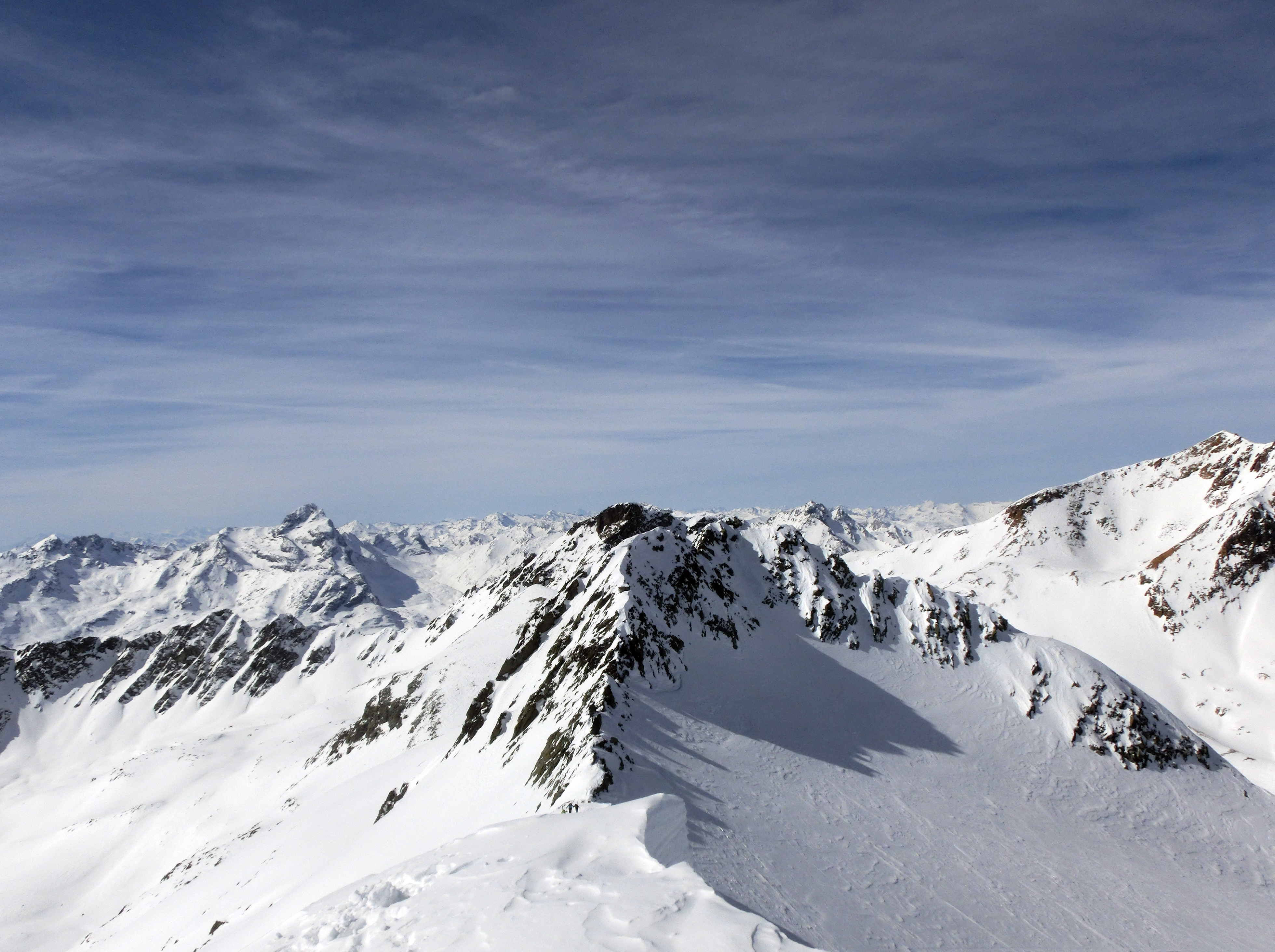
Blick vom Ostgipfel zum Westgipfel.
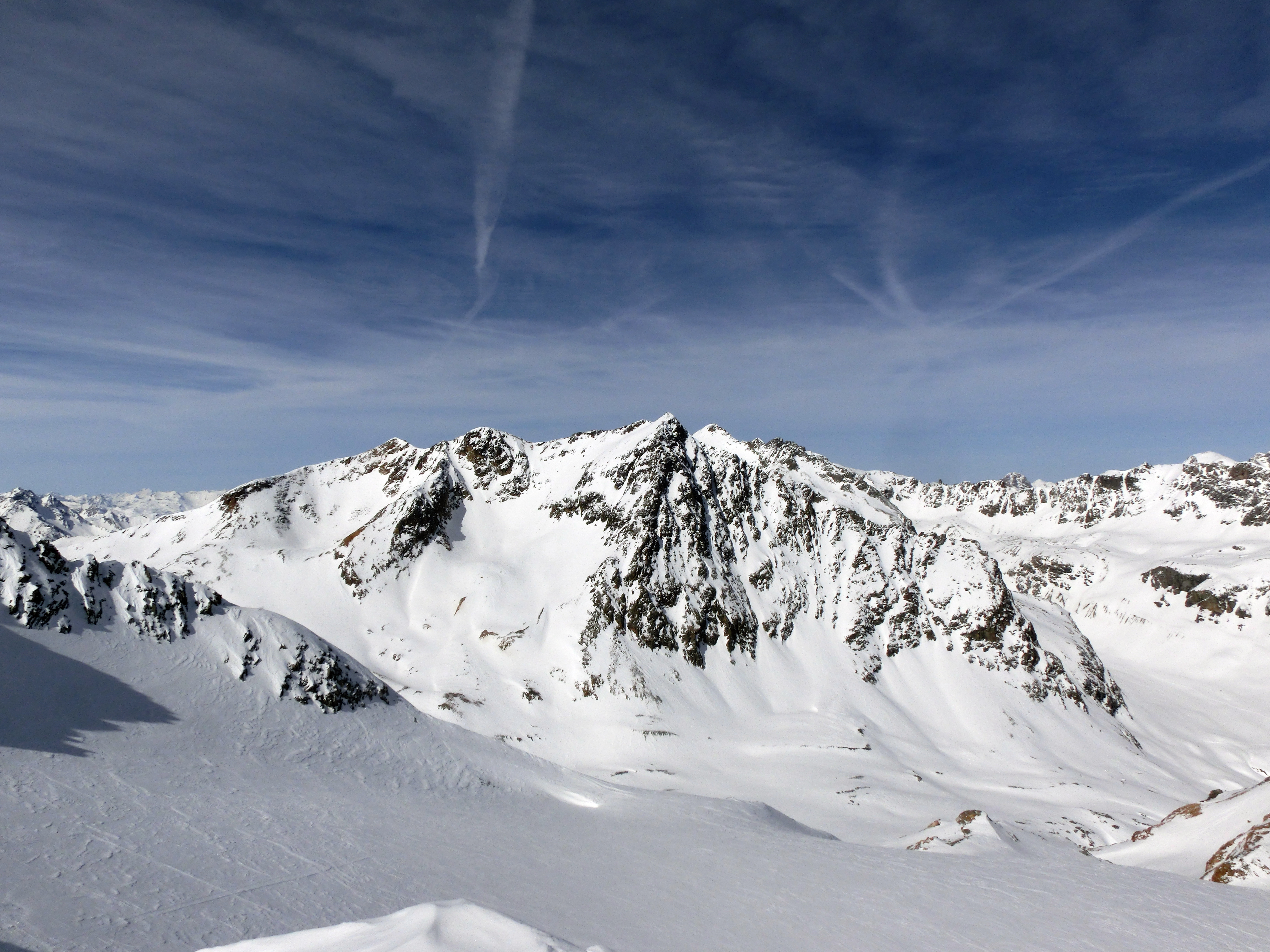
Blick nach Nordwesten zu Tschima da Flix, Piz Picuogl, Piz Calderas, Piz d’Err, Haldensteiner Calanda, Tinzenhorn, Aroser Rothorn, Piz Jenatsch und Piz Ela (v. l. n. r.).
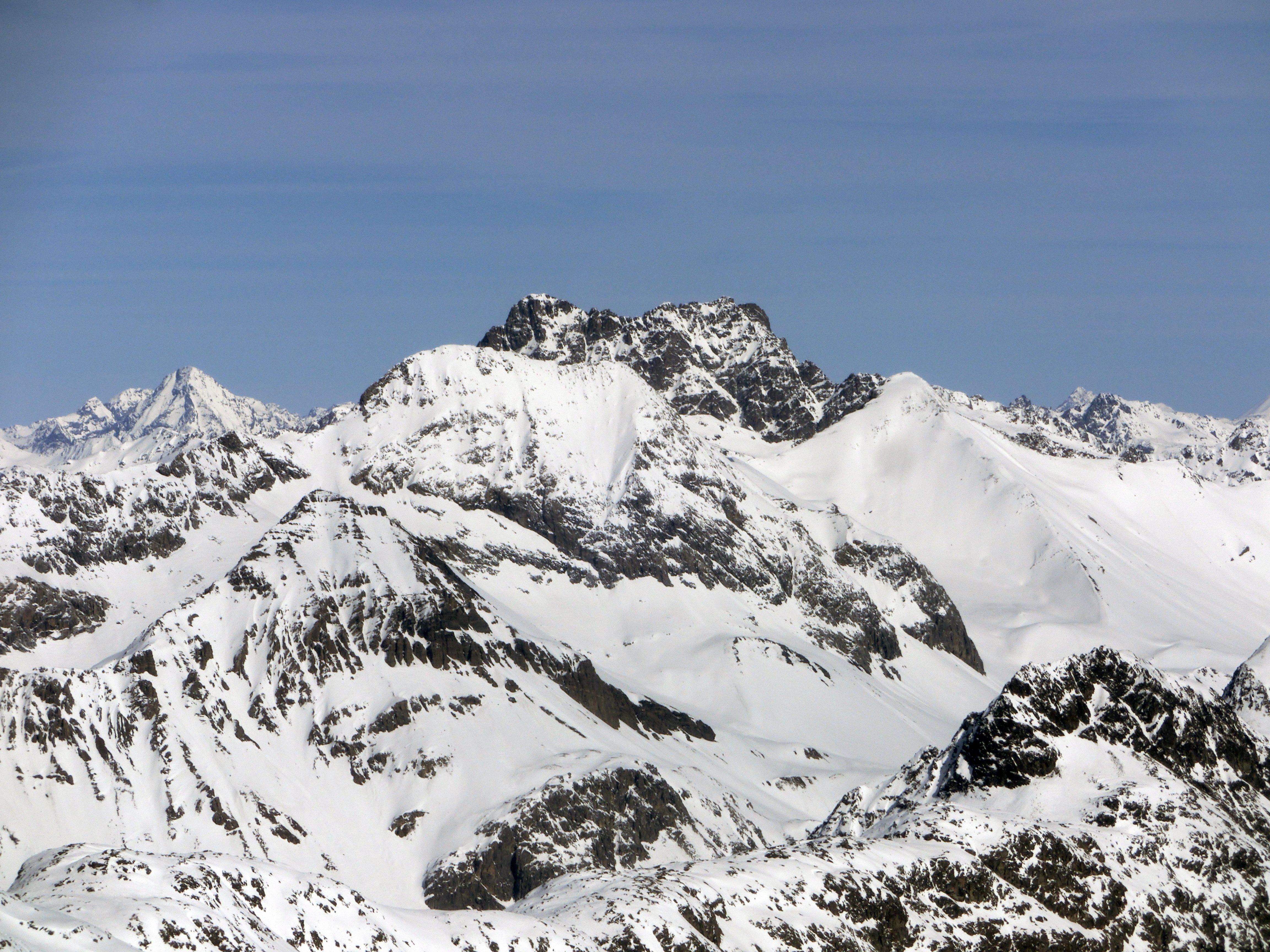
Blick nach Nordosten zum Piz Kesch.
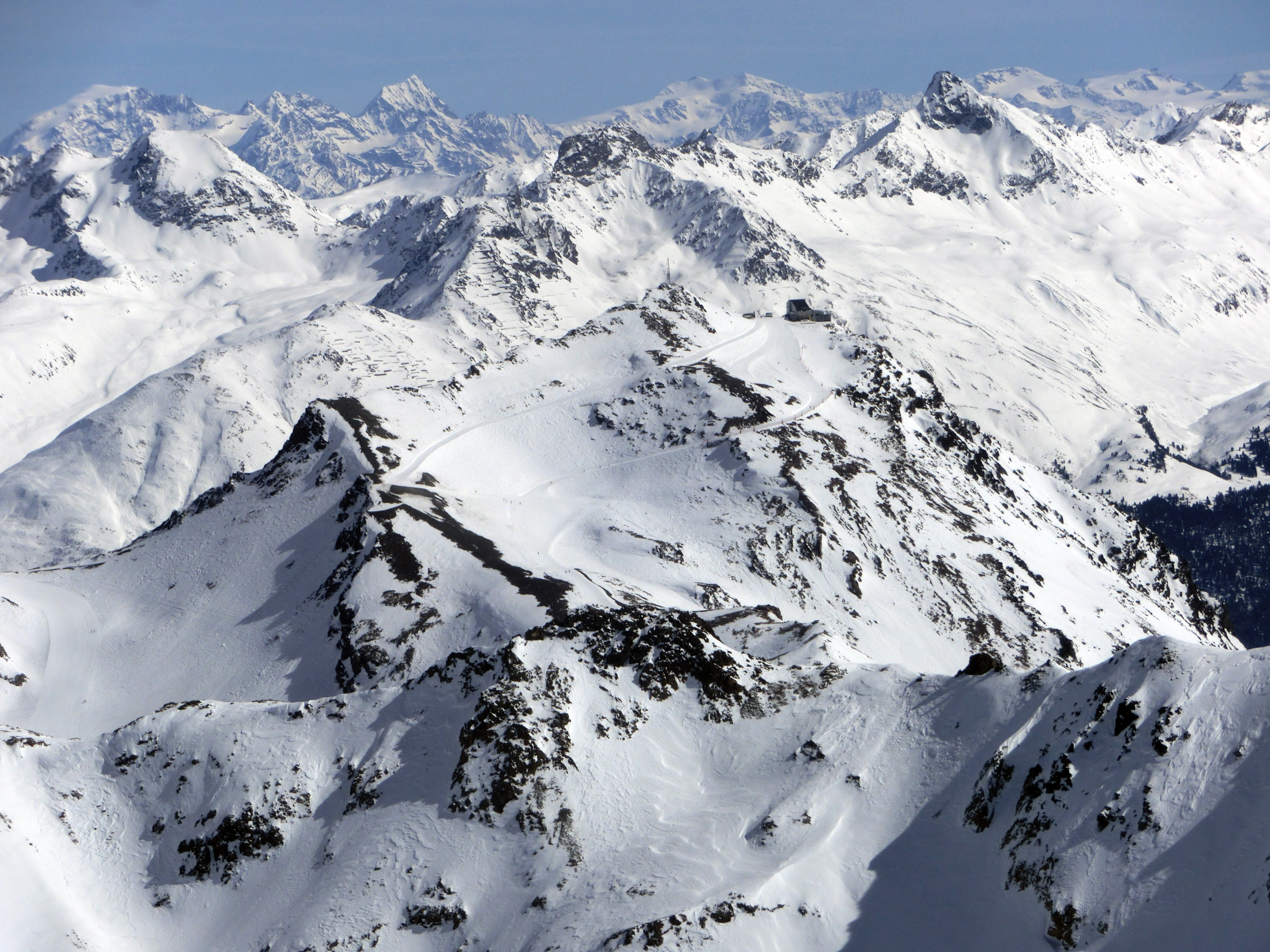
Blick nach Osten zur Bergstation Piz Nair im Skigebiet Corviglia.
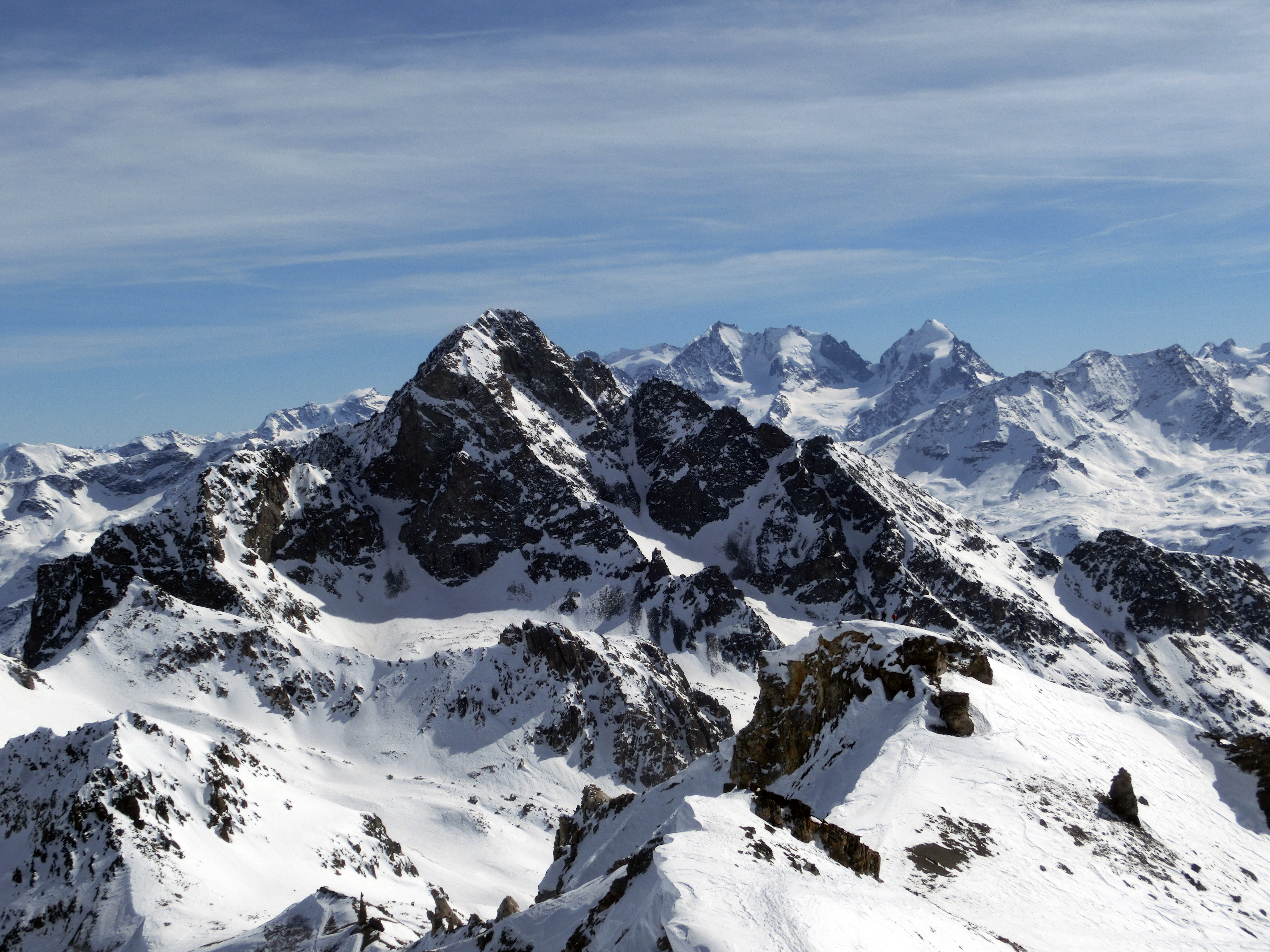
Blick nach Südosten zu Piz Julier (vorne) und Piz Bernina (hinten).